# (464250) 2015 DQ149
(464250) 2015 DQ149 es un asteroide perteneciente al cinturón de asteroides, descubierto el 9 de marzo de 2005 por el equipo Spacewatch desde el Observatorio Nacional de Kitt Peak (Arizona, Estados Unidos).